# Berthecourt
Berthecourt est une commune française située dans le département de l'Oise, en région Hauts-de-France.
Ses habitants sont appelés les Berthecourtois.

## Géographie
Berthecourt est un village picard du Beauvaisis de 1 590 habitants environ, situé dans l'Oise à 20 km au sud de Beauvais et 80 km au nord de Paris. 
Son territoire de 6,97 km2 comporte en 2016 10 % de bois et forêts.

### Communes limitrophes
|          | Villers-Saint-Sépulcre |                  |
| Ponchon  | Berthecourt            | Hermes           |
| Noailles | Cauvigny               | Mouchy-le-Châtel |

### Hydrographie

#### Réseau hydrographique
La commune est située dans le bassin Seine-Normandie. Elle est drainée par le Sillet, le ru de Boncourt, le ruisseau de Parisis et le ruisseau de Ponchon,,.

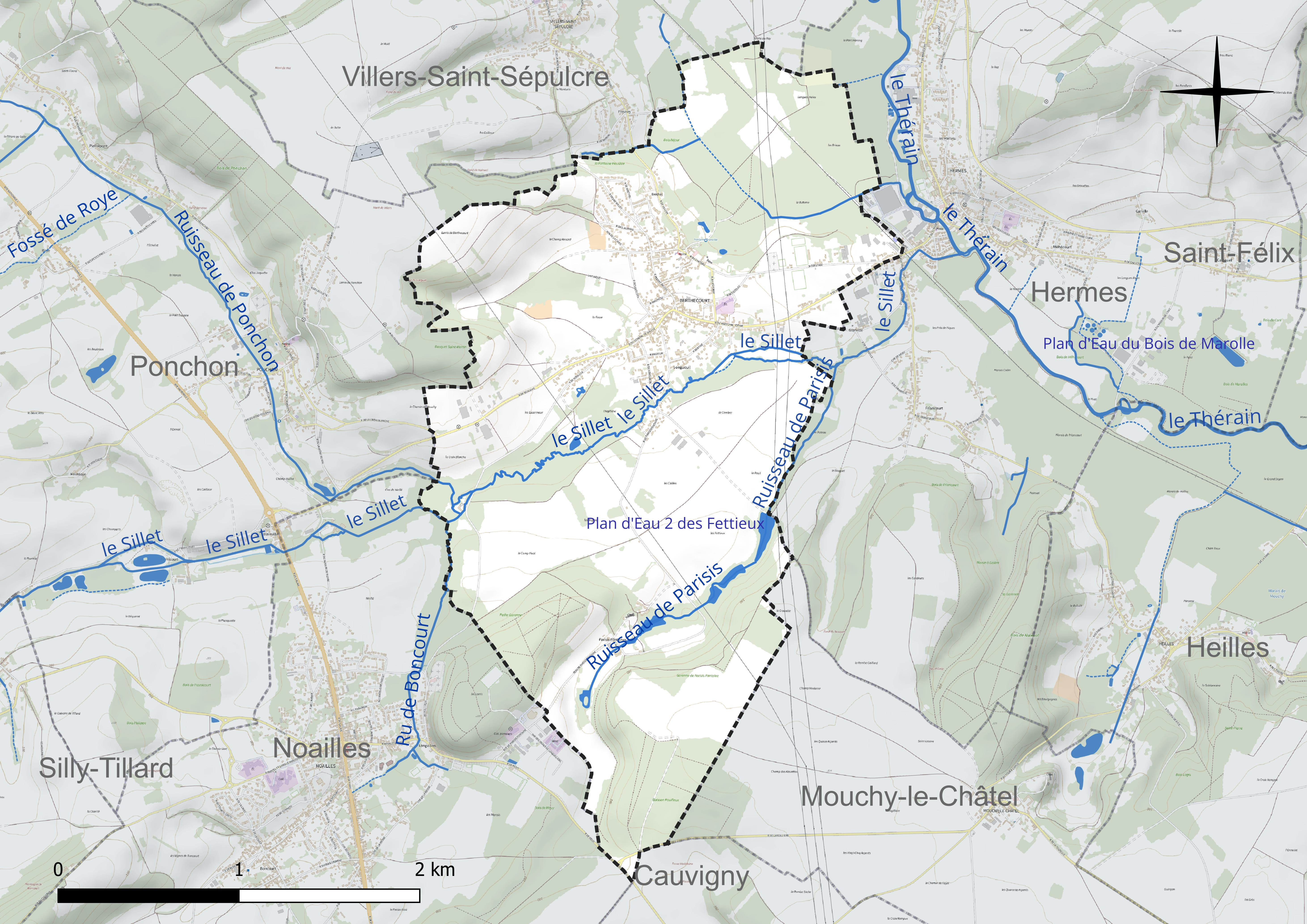
Réseau hydrographique de Berthecourt.

Deux plans d'eau complètent le réseau hydrographique : le plan d'eau 1 des Fettieux (1,2 ha) et le plan d'eau 2 des Fettieux (1,5 ha),.

#### Gestion et qualité des eaux
Le territoire communal est couvert par le schéma d'aménagement et de gestion des eaux (SAGE) « Sensée ». Ce document de planification concerne un territoire de 1 219 km2 de superficie, délimité par le bassin versant du Thérain. Le périmètre a été arrêté le 27 janvier 2023 et le SAGE proprement dit est, en 2024, en cours d'élaboration. La structure porteuse de l'élaboration et de la mise en œuvre est le syndicat intercommunal de la Vallée du Thérain (SIVT). 
La qualité des cours d'eau peut être consultée sur un site dédié géré par les agences de l'eau et l'Agence française pour la biodiversité. 

### Climat
Pour des articles plus généraux, voir Climat des Hauts-de-France et Climat de l'Oise.
En 2010, le climat de la commune est de type climat océanique dégradé des plaines du Centre et du Nord, selon une étude du CNRS s'appuyant sur une série de données couvrant la période 1971-2000. En 2020, Météo-France publie une typologie des climats de la France métropolitaine dans laquelle la commune est exposée à un climat océanique et est dans une zone de transition entre les régions climatiques « Sud-ouest du bassin Parisien » et « Nord-est du bassin Parisien ». 
Pour la période 1971-2000, la température annuelle moyenne est de 10,7 °C, avec une amplitude thermique annuelle de 14,5 °C. Le cumul annuel moyen de précipitations est de 655 mm, avec 10,8 jours de précipitations en janvier et 8,1 jours en juillet. Pour la période 1991-2020, la température moyenne annuelle observée sur la station météorologique la plus proche, située sur la commune de Tillé à 15 km à vol d'oiseau, est de 11,0 °C et le cumul annuel moyen de précipitations est de 655,5 mm,. Pour l'avenir, les paramètres climatiques de la commune estimés pour 2050 selon différents scénarios d'émission de gaz à effet de serre sont consultables sur un site dédié publié par Météo-France en novembre 2022.

## Urbanisme

### Typologie
Au 1er janvier 2024, Berthecourt est catégorisée bourg rural, selon la nouvelle grille communale de densité à sept niveaux définie par l'Insee en 2022.
Elle appartient à l'unité urbaine de Hermes, une agglomération intra-départementale regroupant trois  communes, dont elle est ville-centre,,. Par ailleurs la commune fait partie de l'aire d'attraction de Paris, dont elle est une commune de la couronne,. 

### Lieux-dits, hameaux et écarts
Berthecourt est la réunion des hameaux de Brethel, Longueil, Conflans et Graville.

### Habitat et logement
En 2018, le nombre total de logements dans la commune était de 653, alors qu'il était de 633 en 2013 et de 568 en 2008.
Parmi ces logements, 94,3 % étaient des résidences principales, 1,5 % des résidences secondaires et 4,2 % des logements vacants. Ces logements étaient pour 91,1 % d'entre eux des maisons individuelles et pour 8,9 % des appartements.
Le tableau ci-dessous présente la typologie des logements à Berthecourt en 2018 en comparaison avec celle de l'Oise et de la France entière. Une caractéristique marquante du parc de logements est ainsi une proportion de résidences secondaires et logements occasionnels (1,5 %) inférieure à celle du département (2,5 %) mais supérieure à celle de la France entière (9,7 %). Concernant le statut d'occupation de ces logements, 69,4 % des habitants de la commune sont propriétaires de leur logement (69,3 % en 2013), contre 61,4 % pour l'Oise et 57,5 pour la France entière.
| Typologie                                               | Berthecourt | Oise | France entière |
| ------------------------------------------------------- | ----------- | ---- | -------------- |
| Résidences principales (en %)                           | 94,3        | 90,4 | 82,1           |
| Résidences secondaires et logements occasionnels (en %) | 1,5         | 2,5  | 9,7            |
| Logements vacants (en %)                                | 4,2         | 7,1  | 8,2            |

### Voies de communication et transports

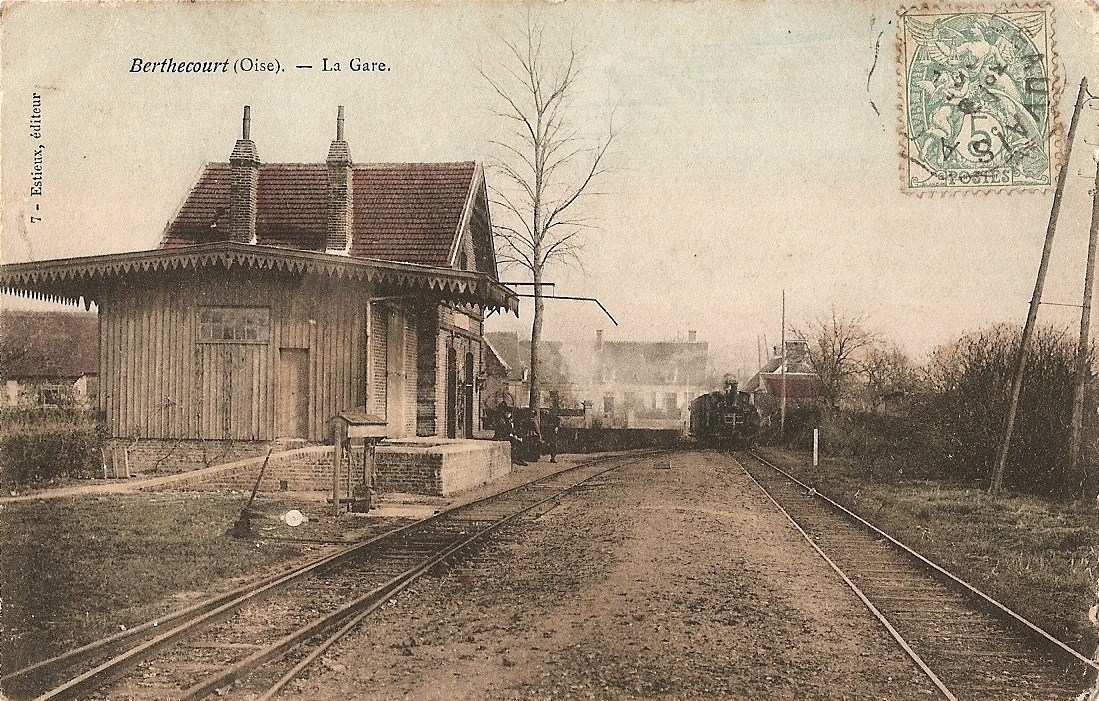
Carte postale de la gare de Berthecourt vers 1910
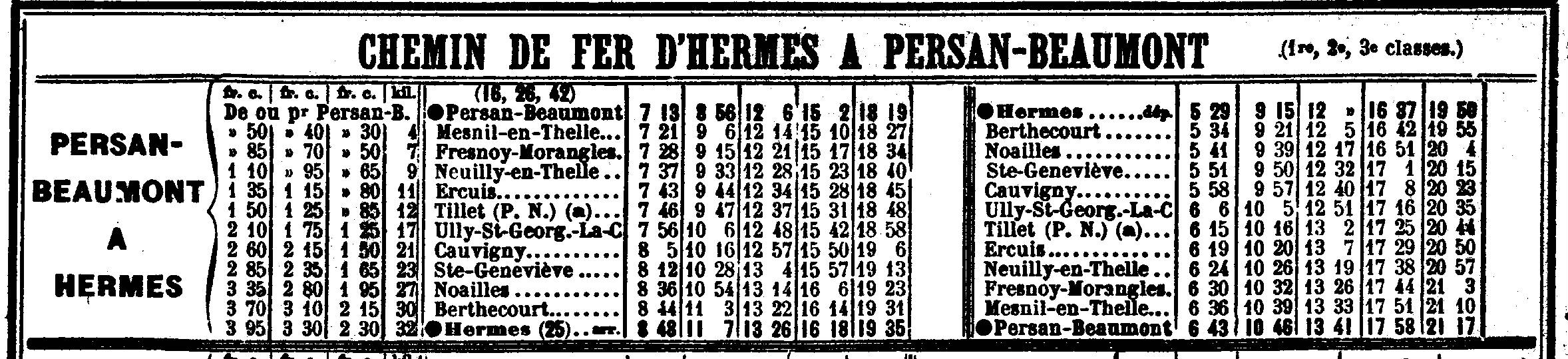
Horaire de la ligne en mai 1914.

De 1880 à 1950, le village a été traversé par la Ligne de chemin de fer de Hermes à Beaumont, qui, venant de Hermes, passait au nord de la commune et se dirigeait ensuite vers la gare de Noailles.

A une époque où le chemin de fer était le moyen de déplacement le plus pratique, cette ligne connaissait un important trafic de passagers et de marchandises. Avant 1914, cinq trains s'arrêtaient à Berthecourt dans chaque sens chaque jour.
	
Après la Seconde Guerre mondiale, avec l'amélioration des routes et le développement du transport automobile, le trafic ferroviaire a périclité et la ligne a été fermée en 1948. Les rails ont été retirés et la gare désaffectée.

Après la fermeture, la gare de Hermes, qui se trouve sur le territoire de Berthecourt, a été rebaptisée Gare d'Hermes - Berthecourt sur la ligne de Creil à Beauvais.

De nos jours, la Rue des Ecoles et la Rue Maupéou suivent le tracé de l'ancienne voie.

La gare d'Hermes - Berthecourt, située à Hermes, dessert la commune. Elle se trouve sur la ligne de Creil à Beauvais. La commune est desservie, en 2023, par les lignes 6101, 6138 et 6143 du réseau interurbain de l'Oise.

## Toponymie
Berthecourt, Bertecurt citée sur un acte de 1080, puis Bertelincurtis en 1140, Bertelinicurtis en 1160, Bettemecourt en 1223, Berthemecort en 1225, Bertocort en 1233, Bertecourt en 1237 Bertaumecort en 1241, c'est vers la fin du XIIe siècle que le nom semble fixé : Berthecourt[réf. nécessaire]. 
Un usurpateur s'est fait appeler Renault de Berthecourt juste après la Révolution, il s'agissait en fait de Mathurin Renault nommé maire.

## Histoire
Berthecourt était compris en partie dans le comté de Beauvais et en partie dans celui de Clermont. 
On voit dans les histoires du Beauvaisis que Lancelin, châtelain de Beauvais, s'empara de cette terre et de celle de Longueil ; il les restitua vers 1094 sur la demande de Foulque, son fils, qui occupait alors le siège épiscopal.
Guy Lemaire, seigneur d'Achy, acquit en 1473 de Jacques Davesne, chanoine de la cathédrale Saint-Pierre de Beauvais, la terre de Parisifontaine à laquelle il réunit en 1480 celle de Longueil. Les évêques aliénèrent ce domaine en 1628, avec Hodenc, Ponchon et d'autres terres pour acheter la châtellenie de Beauvais.
Commune rurale, le village disposait d'un moulin à vent qui cessa d'opérer au début du XIXe siècle, ainsi que de cinq moulins à eau sur le Sillet : de Berthecourt, de Longueil, de Conflans. En 1818, on a joint à celui de Berthecourt un moulin à huile et une scierie pour débiter du bois destiné à la fabrication de bâtons ronds : au tournant du XXe siècle, l'économie locale repose en grande partie sur la transformation du bois. Dans le courant des années 1930 on compte ainsi dix fabriques en tabletterie, un entrepreneur de charrois d'arbres et une scierie. Cette dernière est toujours active au début du XXIe siècle, ainsi qu'une fabrique de chaises.

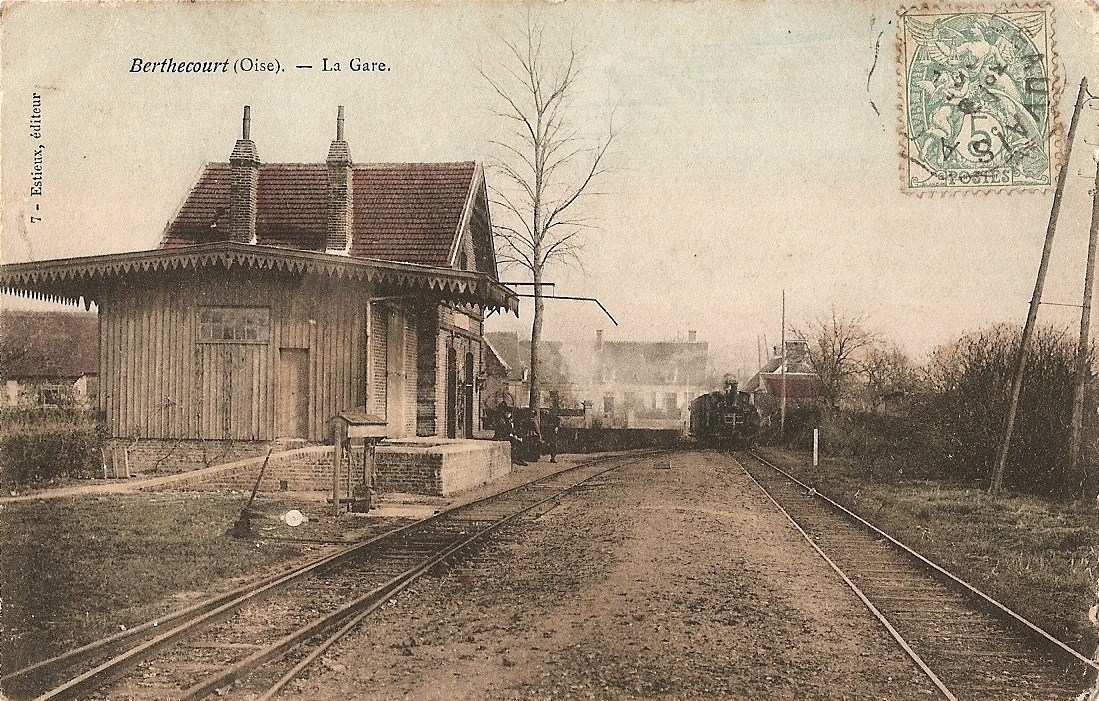
La gare, au tout début du XXe siècle.

La commune dispose depuis 1857 de la gare d'Hermes - Berthecourt, sur la ligne de Creil à Beauvais, et qui a été la gare tête de la ligne de chemin de fer secondaire concédée à la compagnie du chemin de fer de Hermes à Beaumont, à destination de Persan-Beaumont et qui fonctionna de 1879 à 1959. Ces deux lignes ont facilité les déplacements des habitants et le transport des marchandises, notamment à une époque où les moyens de transport individuels n'existaient pas encore.
À la fin de la Seconde Guerre mondiale, le 9 août 1944, les services parisiens de la Gestapo ont fusillé dans le bois de Parisis-Fontaine sept membres d'un commando britannique parachutés au-dessus de La Ferté-Alais le 5 Juillet 1944, et capturés au moment où ils touchaient le sol. Deux d'entre eux ont néanmoins réussi à s'échapper et ont survécu. Une stèle a été édifiée par la municipalité en 1964.
À la fin de 2016, les maires de Berthecourt et d'Hermes envisagent la fusion de leurs communes sous le régime de la commune nouvelle, soulignant les liens anciens liant leurs habitants et la nécessité de concevoir de manière coordonnée l'aménagement du quartier de la gare.

## Politique et administration

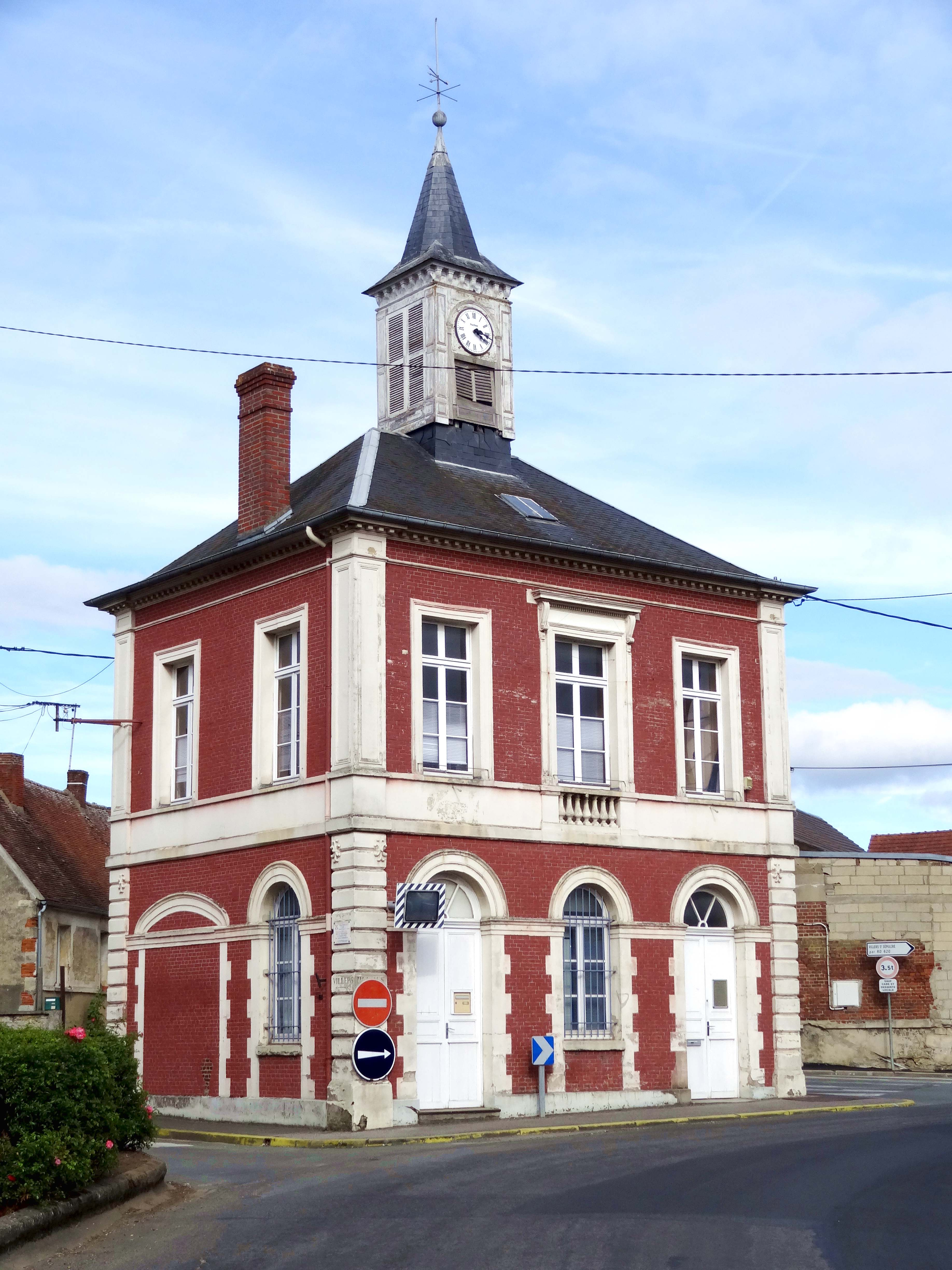
L'ancienne mairie.

### Rattachements administratifs et électoraux
La commune se trouve dans l'arrondissement de Beauvais du département de l'Oise. Pour l'élection des députés, elle fait partie de la deuxième circonscription de l'Oise.
Elle faisait partie depuis 1801 du canton de Noailles. Dans le cadre du redécoupage cantonal de 2014 en France, la commune fait désormais partie du canton de Chaumont-en-Vexin.

### Intercommunalité
La commune faisait partie de la Communauté de communes du pays de Thelle, créée en 1996.
Dans le cadre des dispositions de la loi portant nouvelle organisation territoriale de la République (Loi NOTRe) du 7 août 2015, qui prévoit que les établissements publics de coopération intercommunale (EPCI) à fiscalité propre doivent avoir un minimum de 15 000 habitants, le préfet de l'Oise a publié en octobre 2015 un projet de nouveau schéma départemental de coopération intercommunale, qui prévoit la fusion de plusieurs intercommunalités, et en particulier  de la communauté de communes du Pays de Thelle et de la communauté de communes la Ruraloise, formant ainsi une intercommunalité de 42 communes et de 59 626 habitants,.
Les communes de Noailles, Berthecourt, Ponchon ont alors fait part, sans succès,  de leur souhait de rejoindre la communauté d'agglomération du Beauvaisis (CAB), mais le président de la CCPT a rappelé que la fusion devait se réaliser « bloc à bloc », que la scission impliquait l'abandon des services assurés par l'intercommunalité à ces communes et que Caroline Cayeux, présidente de la CAB a indiqué que la CAB ne s'ouvrirait à aucune commune dissidente.
La nouvelle intercommunalité, dont est membre la commune et dénommée provisoirement communauté de communes du Pays de Thelle et Ruraloise, est créée par un arrêté préfectoral du 30 novembre 2016 qui a pris effet le 1er janvier 2017.

### Liste des maires
| Période                                  | Période                       | Identité         | Étiquette | Qualité    |
| ---------------------------------------- | ----------------------------- | ---------------- | --------- | ---------- |
| Les données manquantes sont à compléter. |                               |                  |           |            |
| 1947                                     | 1962                          | Eugène Odiau     |           |            |
| Les données manquantes sont à compléter. |                               |                  |           |            |
| mars 2001                                | mars 2008                     | Pierre Nuc       | DVD       |            |
| mars 2008                                | mai 2020                      | Laurent Serruys, | SE        | Commerçant |
| mai 2020,                                | En cours (au 29 juillet 2021) | Lydia Borderes   |           |            |

## Équipements et services publics

### Enseignement
La commune compte une école maternelle et primaire construite en 2004 et qui scolarise à la rentrée 2016-2017 182 élèves, comprenant un centre périscolaire avec cantine et centre de loisirs.
Cet équipement dispose d'un centre de loisirs.

### Culture
La salle des fêtes accueille régulièrement des séances de cinéma rural, et les habitants utilisent par ailleurs des équipements d'Hermes, tels que sa bibliothèque municipale.
Une bibliothèque est aménagée en 2021 dans l'ancienne mairie.

### Santé
La maison de retraite de Berthecourt serait l'une des plus anciennes du département. Il a été institué par un legs de la comtesse Maire-Henriette Renée de Maupeou en 1894. Elle évolue en 2019 pour devenir un « accueil de jour renforcé » pour les personnes âgées en perte d'autonomie qui pourront y passer la journée pour bénéficier d'un accompagnement, avant de rentrer chez elles le soir.

## Population et société

### Démographie

#### Évolution démographique
L'évolution du nombre d'habitants est connue à travers les recensements de la population effectués dans la commune depuis 1793. Pour les communes de moins de 10 000 habitants, une enquête de recensement portant sur toute la population est réalisée tous les cinq ans, les populations de référence des années intermédiaires étant quant à elles estimées par interpolation ou extrapolation. Pour la commune, le premier recensement exhaustif entrant dans le cadre du nouveau dispositif a été réalisé en 2006.

En 2022, la commune comptait 1 574 habitants, en évolution de −3,73 % par rapport à 2016 (Oise : +0,87 %, France hors Mayotte : +2,11 %).
| 1793 | 1800 | 1806 | 1821 | 1831 | 1836 | 1841 | 1846 | 1851 |
| ---- | ---- | ---- | ---- | ---- | ---- | ---- | ---- | ---- |
| 407  | 465  | 441  | 449  | 450  | 472  | 462  | 487  | 460  |

| 1856 | 1861 | 1866 | 1872 | 1876 | 1881 | 1886 | 1891 | 1896 |
| ---- | ---- | ---- | ---- | ---- | ---- | ---- | ---- | ---- |
| 469  | 530  | 538  | 551  | 562  | 588  | 602  | 646  | 624  |

| 1901 | 1906 | 1911 | 1921 | 1926 | 1931 | 1936 | 1946 | 1954 |
| ---- | ---- | ---- | ---- | ---- | ---- | ---- | ---- | ---- |
| 591  | 624  | 659  | 686  | 725  | 726  | 687  | 693  | 768  |

| 1962 | 1968 | 1975 | 1982 | 1990  | 1999  | 2006  | 2011  | 2016  |
| ---- | ---- | ---- | ---- | ----- | ----- | ----- | ----- | ----- |
| 777  | 947  | 986  | 981  | 1 153 | 1 355 | 1 552 | 1 633 | 1 635 |

| 2021  | 2022  | - | - | - | - | - | - | - |
| ----- | ----- | - | - | - | - | - | - | - |
| 1 595 | 1 574 | - | - | - | - | - | - | - |

#### Pyramide des âges
La population de la commune est relativement jeune.
En 2018, le taux de personnes d'un âge inférieur à 30 ans s'élève à 35,6 %, soit en dessous de la moyenne départementale (37,3 %). À l'inverse, le taux de personnes d'âge supérieur à 60 ans est de 22,6 % la même année, alors qu'il est de 22,8 % au niveau départemental.
En 2018, la commune comptait 817 hommes pour 808 femmes, soit un taux de 50,28 % d'hommes, légèrement supérieur au taux départemental (48,89 %).
Les pyramides des âges de la commune et du département s'établissent comme suit.
| Hommes | Classe d’âge | Femmes |
| ------ | ------------ | ------ |
| 0,1    | 90 ou +      | 2,0    |
| 6,5    | 75-89 ans    | 7,5    |
| 15,0   | 60-74 ans    | 14,0   |
| 21,3   | 45-59 ans    | 21,5   |
| 19,5   | 30-44 ans    | 21,3   |
| 17,6   | 15-29 ans    | 17,2   |
| 19,9   | 0-14 ans     | 16,5   |

| Hommes | Classe d’âge | Femmes |
| ------ | ------------ | ------ |
| 0,5    | 90 ou +      | 1,4    |
| 5,5    | 75-89 ans    | 7,6    |
| 15,6   | 60-74 ans    | 16,3   |
| 20,8   | 45-59 ans    | 20     |
| 19,4   | 30-44 ans    | 19,4   |
| 17,6   | 15-29 ans    | 16,2   |
| 20,6   | 0-14 ans     | 19,1   |

## Économie
Le village compte en 2016 plusieurs commerces de proximité : une boulangerie-pâtisserie, un fleuriste, une épicerie de proximité ainsi qu'une grande surface, un bar-tabac ainsi que des artisans : un salon de coiffure, deux garages, un salon de toilettage canin, une pension pour chiens.
Quelques entreprises existent également  : un électricien, un service de pompes funèbres, une entreprise de fabrication d'objets publicitaires ainsi qu'une entreprise fabriquant des pièces à base de matières plastiques.

## Culture locale et patrimoine

### Lieux et monuments

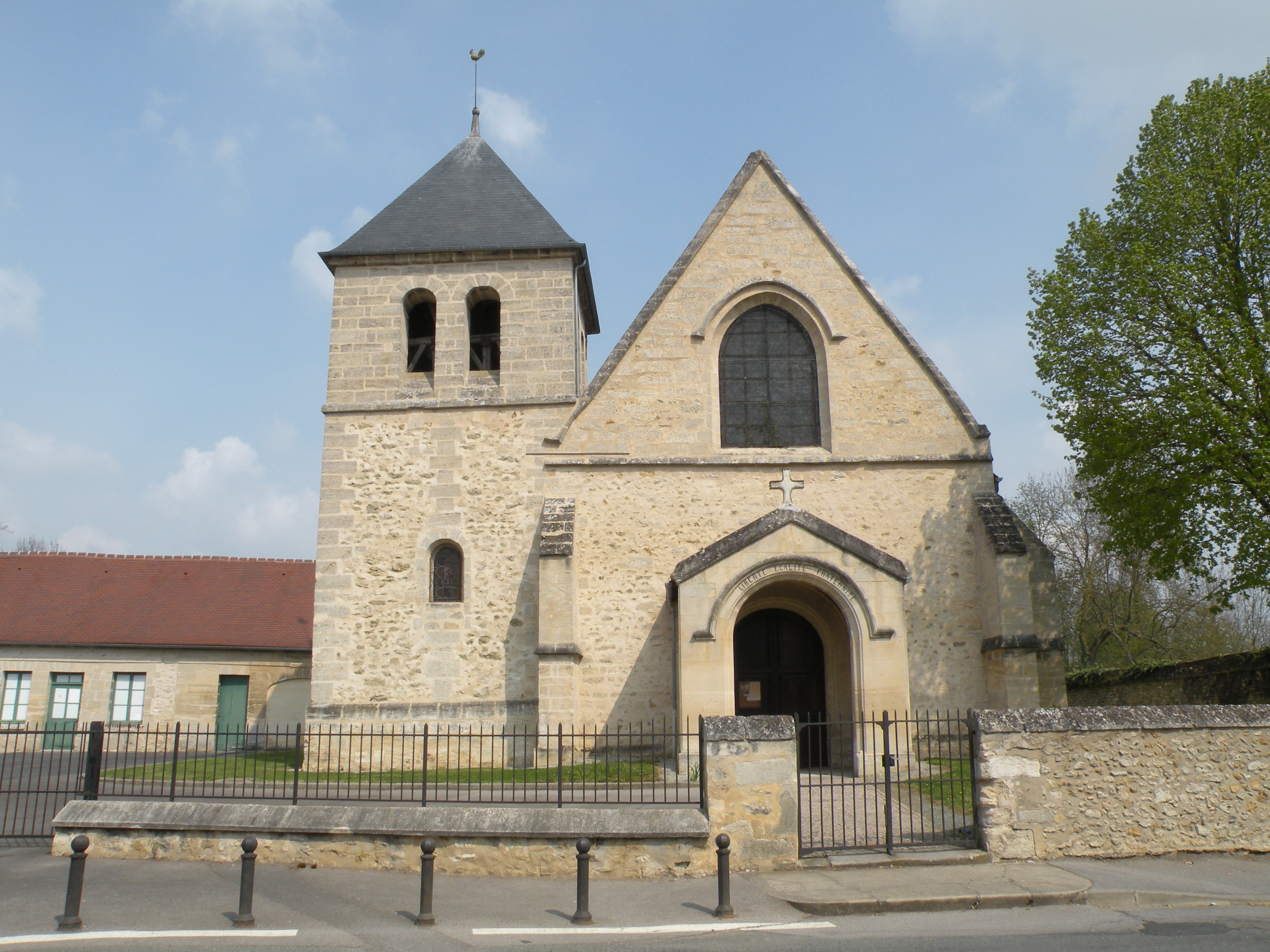
Église Saint-Martin.

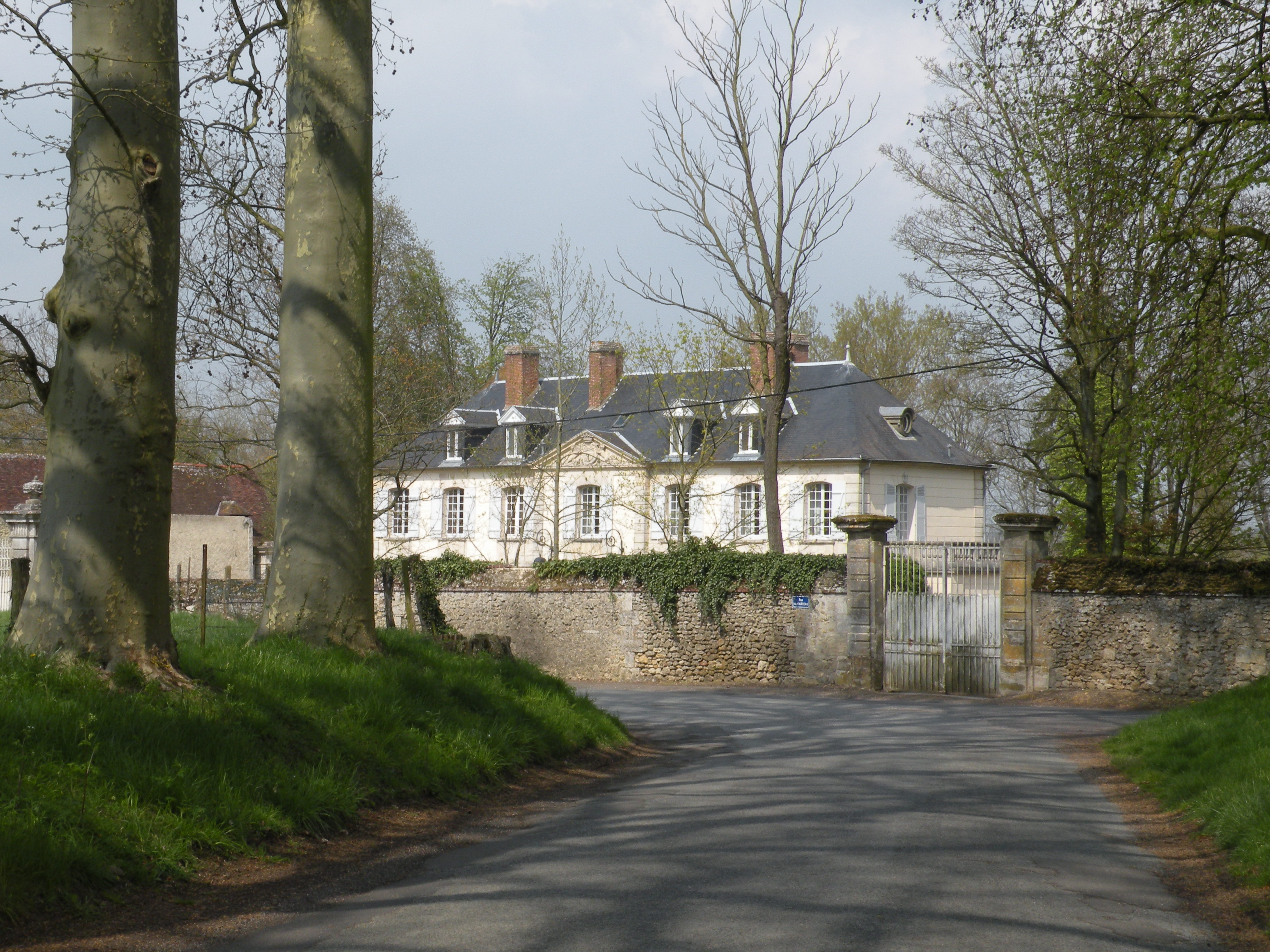
Le château.

Berthecourt ne compte aucun monument historique classé ou inscrit sur son territoire. On peut néanmoins noter :
- Église Saint-Martin, rue du Château (RD 620) : orientée irrégulièrement sud-ouest - nord-est, l'église se compose d'une nef non voûtée, recouverte d'une charpente en carène renversée, flanquée d'un clocher-tour à gauche de la façade, et accompagnée d'un bas-côté de trois travées voûté d'ogives sur la moitié postérieure du mur nord-ouest. Le portail se situe sous un porche décoré de la devise républicaine Liberté, égalité, fraternité.

Bâtie pour l'essentiel au XVIe siècle, l'église n'affiche aucun style particulier, et sa volumétrie est atypique. La rareté de l'ornementation rend problématique la datation précise des différents éléments. Au moins une partie du mur du bas-côté remonte au XIIe siècle, et conserve de cette époque une petite fenêtre en plein cintre aux claveaux appareillés. La disposition du chevet plat, épaulé par deux contreforts en plus des contreforts d'angle, et percé de trois fenêtres bien espacées (dont celle du bas-côté bouchée) permet de penser que l'actuelle nef est issue de la réunion de la nef initiale, plus étroite, avec son bas-côté sud.
Les fenêtres sont généralement des lancettes simples en arc brisé, largement ébrasées du côté du chevet et au nord-ouest, et de taille pas toujours égale. La fenêtre sud-ouest (occidentale) du bas-côté et les baies du clocher bâti entre 1722 et 1737 sont en plein cintre ; aucune n'est pourvue d'un remplage. La grande fenêtre de la façade en a peut-être possédé au début ; c'est la seule qui est modestement décorée, en l'occurrence par un bandeau en forme de sourcil.
Une autre particularité de l'église est l'absence d'éléments permettant de constater une subdivision de la nef en travées. Le mur gouttereau sud-est comporte en effet quatre fenêtres, et trois contreforts intermédiaires, ce qui suggère quatre travées ; or, le nombre d'arcades vers le bas-côté est également de quatre, alors que le bas-côté n'atteint que la moitié de la longueur de la nef, et compte lui-même trois voûtes. Ces dernières ont apparemment été refaites, et les arcades en tiers-point non décorées et simplement chanfreinées sont loin d'évoquer le XVIe siècle,,,.
- Stèle commémorant la fusillade de sept membres d'un commando britannique le 9 août 1944, dans le bois de Parisis-Fontaine[49]. .
- Château de Berthecourt : belle demeure restaurée au XXe siècle, située à côté de l'église[49].
- Ancienne mairie, édifice situé sur un carrefour.
- Château de Parisis-Fontaine  construit aux XVIIIe siècle et XIXe siècle, propriété privée[49].
- Chapelle de Parisis-Fontaine, fondée en 1220 par Jean de Mouy, évêque de Beauvais[49].
- Maison à colombages, au hameau de Parisis-Fontaine[49].

### Personnalités liées à la commune
- Marius Renard (1936-1953), l'un des premiers greffés français, y a vécu enfant et y est inhumé[50].
- Geneviève Le Berre, résistante, officier de la Légion d'honneur, habitante de la commune où elle est morte[51],[52].
- Robert Noireau, résistant, compagnon de la libération, inhumé à Berthecourt.

### Patrimoine gastronomique
Une pomme à cidre, l'amère de Berthecourt, porte le nom de la commune. Elle a en effet été sélectionnée par greffage réalisée en 1848 par le comte de Maupéou dans son domaine du hameau de Parisis-Fontaines. Cette espèce avait quasiment disparue, mais deux arbres en ont été replantés en 2018 par la municipalité.

### Héraldique
Armoiries : écartelé au 1 et au 4 d'azur à trois fleurs de lis d'or, au 2 et au 3 d'argent à trois lions de gueules.